# 제이준코스메틱
제이준코스메틱(영어: Jayjun Cosmetic Co. Ltd.)은 대한민국의 화장품 기업이다.

## 역사
2022년 최대주주가 이도헬스케어에서 엠버케피탈코리아, 다시 아이오케이컴퍼니로 변경되었다. 2022년 무상감자를 단행하였다.

## 제품
- 허니듀마스크
- 닥터제이준[4]

## 참고문헌
1. ↑  “제이준코스메틱 목표주가 높아져, 수익 다각화에 성공”. 《비즈니스포스트》. 2018년 7월 26일. 2025년 4월 23일에 확인함.
2. ↑  “제이준코스메틱, 실외마스크 의무 완전 해제에 5%대 강세”. 《인포스톡데일리》. 2022년 9월 23일. 2025년 4월 23일에 확인함.
3. ↑  “제이준코스메틱, '20주→1주' 되는 무상감자…-26% 넘게 급락”. 《머니투데이》. 2022년 9월 28일. 2025년 4월 9일에 확인함.
4. ↑  “Company Report 제이준코스메틱” (PDF). 《미래에셋대우》. 2018년 6월 28일. 2025년 4월 23일에 확인함.